# Azobisisobutironitrilo
El azobisisobutironitrilo, llamado también 2,2'-azobis(2-metilpropionitrilo) o AIBN, es un compuesto orgánico de fórmula molecular C8H12N4. Es un dinitrilo que puede considerarse formado por dos aminoisobutironitrilos unidos entre sí por un enlace -N=N-, por lo que es un compuesto azoderivado.

## Propiedades físicas y químicas
A temperatura ambiente, el azobisisobutironitrilo es un sólido que suele presentarse como polvo o cristales columnados de color blanco.
A 102 °C funde y se descompone, desprendiendo nitrógeno y otros nitrilos.
Tiene una densidad mayor que la del agua, ρ = 1,110 g/cm³. Es prácticamente insoluble en agua pero soluble en la mayor parte de los disolventes orgánicos como alcoholes, acetona, éter y anilina; su solubilidad en metanol es de 50 g/L y en etanol 20 g/L.
El valor del logaritmo de su coeficiente de reparto, logP = 1,10, corrobora su mayor solubilidad en disolventes apolares que en disolventes polares.
El azobisisobutironitrilo se descompone lentamente a temperatura ambiente, por lo que debe ser almacenado a una temperatura inferior a 10 °C. 
Es explosivo si se mezcla con oxidantes e igualmente explosiona cuando se calienta con heptano o acetona.

## Síntesis y usos
El azobisisobutironitrilo se produce a partir de la reacción entre cianohidrina de acetona e hidrazina, seguida de una oxidación:
2 (CH3)2C(CN)OH  +  N2H4  →   [(CH3)2C(CN)]2N2H2  +  2 H2O
[(CH3)2C(CN)]2N2H2  +  Cl2  →    [(CH3)2C(CN)]2N2  +  2 HCl
El azobisisobutironitrilo es un excelente iniciador de radicales libres, pues a unos 70 °C el nitrógeno es liberado y se forman dos radicales 2-cianoprop-2-il de acuerdo al siguiente esquema:
Estos radicales pueden iniciar polimerizaciones por radicales libres así como otras reacciones inducidas por radicales. Por ejemplo, una mezcla de estireno y anhídrido maleico en tolueno reacciona al ser calentada, formando el copolímero tras la adición del azobisisobutironitrilo.
Otro ejemplo de una reacción iniciada por este compuesto es la hidrohalogenación anti-Markovnikov de alquenos.

## Precauciones
El azobisisobutironitrilo es un compuesto inflamable que puede arder fácilmente si entra en contacto con chispas o llamas. Arde de forma intensa y persistente y, durante su combustión, pueden generarse óxidos tóxicos de nitrógeno. El polvo de esta sustancia puede formar una mezcla explosiva con el aire.
Su descomposición también puede provocar una explosión o fuego.
El azobisisobutironitrilo alcanza su temperatura de autoignición a 260 °C.
En cuanto a su toxicidad, el azobisisobutironitrilo es muy peligroso en caso de contacto con piel, ojos y pulmones debido a su efecto irritante. La inflamación de la piel se caracteriza por picazón, descamación, enrojecimiento y, ocasionalmente, ampollas. La sobreexposición severa puede causar la muerte.
En organismos vivos, este azoderivado se metaboliza en ácido cianhídrico en la sangre, hígado, cerebro y otros tejidos de animales.